# ダニエル・キナハン
ダニエル・ジョセフ・キナハン (英語: Daniel Joseph Kinahan、1977年6月25日 - ）は、アイルランドのボクシングプロモーター。また、犯罪組織のボスと疑われる人物。
アイルランドにおいて高等裁判所から、世界規模の犯罪組織の幹部と名指しされ、犯罪資産局からは、麻薬や銃器をアイルランド、イギリス、ヨーロッパへ密輸し、ヨーロッパ、アジア、中東、南アメリカなどの世界の犯罪組織と結びつきを持つ「キナハン組織犯罪グループ」（通称:キナハン・カルテル）を、支配および管理している人物と告発されている。
キナハン・カルテルは対立組織ハッチ・ギャングの幹部ギャリー・ハッチを2015年9月にスペインで殺害したとされており、それ以来両組織の抗争により2021年までに少なくとも18人の死者を出している。

## 経歴
1977年6月25日にダブリンで生まれる。父親のクリスティ・キナハンはキナハン・カルテルの設立者でボスだったとされている。

### キナハン・カルテル
2009年、南アメリカのアメリカ大使館からアメリカ国防総省（ペンタゴン）に送られた外交公電の中で、キナハンは「国際的な麻薬密売の疑いのある人物」と指摘された。
2010年、スペイン、アイルランド、およびイギリス当局の共同作戦によりスペインで逮捕されたが、2020年にこの訴訟は取り下げられた。
2016年、3人が銃撃されキナハン・カルテルのメンバーの1人が射殺されたダブリンで起きたリージェンシーホテル銃撃事件で、元々の計画では銃撃の標的はキナハンだったがホテルの窓から脱出して無事だったと報道された。
2018年、スペインの裁判で、コスタ・デル・ソルで起きた対立組織のギャリー・ハッチが殺害された事件は、キナハンが命じたものだと地元の警察官が証言した。

### アメリカ合衆国入国禁止
連邦捜査局（FBI）およびアメリカ麻薬取締局（DEA）の「ナルコテロリスト」（麻薬テロリスト）のリストに掲載されているため、アメリカ合衆国への入国が禁止されている。キナハン・カルテルにはキナハン以外にも27人のメンバーがアメリカ合衆国への入国を禁止されており、父親のクリスティ・キナハンや兄弟のクリストファー・ジュニアも入国を禁止されている。

### アメリカ麻薬取締局の文書
アメリカ麻薬取締局（DEA）がオランダ警察へ送った文書により、ダニエル・キナハン、ラファエル・インペリアーレ（カモッラの麻薬と武器の売人）、リドゥアン・タギ（オランダの犯罪者）、エディン・ガチャニン（ボスニアの麻薬密売人）ら各国の犯罪組織の大物たちが組んだ、国際的な麻薬カルテルグループが存在することが判明した。2017年にドバイのブルジュ・アル・アラブで行われたキナハンの結婚式に、この犯罪組織のボスたちが集まり会合を持ったことが確認されている。DEAは、このカルテルグループを世界最大規模のカルテルの一つとし、ペルーのコカイン市場の事実上の独占や、ヨーロッパにおけるコカイン密輸の約3分の1を支配していると見ている。

### アイルランド犯罪資産局
2022年3月、アイルランド犯罪資産局（CAB）が、キナハンとキナハン・カルテルのメンバーを起訴するため1年以上秘密裏に捜査をしていることが明らかになった。

### アメリカ合衆国からの制裁措置
2022年4月、アメリカ合衆国財務省外国資産管理局が、ダニエル・キナハン、父親のクリスティ・キナハン、兄弟のクリスティ・キナハン・ジュニアら7人をキナハン・カルテルの幹部と正式に確認し、3つの関連会社とともに制裁（OFAC規制）を科した。
2022年4月12日、アメリカ合衆国国務省が、キナハンを含むキナハンの家族3人の逮捕および有罪判決につながる、それぞれの情報提供者に500万米ドル（約6億9千万円）の懸賞金を支払うと発表した。

### アラブ首長国連邦で資産凍結
2022年4月21日、アラブ首長国連邦が、キナハンの個人およびビジネスの銀行口座を含む資産を凍結した。キナハンはアラブ首長国連邦のドバイに在住している。

## ボクシング・プロモーション
キナハンはボクシングを、スポーツウォッシングとして使い、犯罪組織のボスとして傷ついた自身の評判を回復させようとしているという指摘や、犯罪活動で稼いだ資金のマネー・ロンダリングに使用していると指摘されている。
2012年、キナハンはアイルランド人ボクサーのマシュー・マックリンと共同で、スペインのマルベーリャに、ボクシングプロモーションおよびボクサーマネージメント会社のMTKグローバル社（設立当時はMGM社）を設立した。
MTKグローバルは設立以来、タイソン・フューリー、ビリー・ジョー・ソーンダース、ジョシュ・テイラー、カール・フランプトン、チャーリー・エドワーズ、マイケル・コンラン、ジャック・カテラル、テレンス・クロフォード、ジャメル・ヘリング、サバンナ・マーシャルなどの数々の有名ボクサーのマネージメントをしてきた。
2016年2月、MGM社が主催するボクシング興行の、公開計量を行っている最中だった会場に、武装した対立組織のハッチ・ギャングが乗り込んできて、キナハン・カルテルの幹部デビッド・バーンを射殺する事件が起きる。キナハンは窓から脱出して無事だったが、この襲撃の本来の標的はキナハンだったと報じられた。この事件の直後にキナハンはドバイに移住したと言われている。
2016年9月、スペイン警察が、キナハン・カルテルの犯罪活動に対する国際一斉捜査の一環として、MGMマルベーリャを強制捜査した。
2017年、ネバダ州ラスベガスのMGMリゾーツ・インターナショナルからのクレームにより社名をMGM社（Macklin’s Gym Marbella）からMTKグローバル社（Mack The Knife Global）へ変更した。
2017年2月、主催興行の計量会場でキナハンが標的だったとされる銃撃事件が起きたことをきっかけに、MTKグローバルはキナハンとの関係を断ち切ったと発表した。しかし、キナハンはその後も、タイソン・フューリーをはじめとした有力ボクサーのマネージャーやマッチメイカーとして活動を続けるなどボクシング界で強い影響力を持ち続けた。
2019年3月、トップランク社と複数年契約を結び、MTKグローバルの興行がアメリカのESPNで放送されることになった。
2020年5月、MTKグローバルは、関係を絶ち距離を置いていたキナハンと、キナハンが特別顧問に就任したバーレーンのKHKスポーツを介して再び提携することを発表した。
2020年6月10日、タイソン・フューリーとアンソニー・ジョシュアが対戦することで基本合意したことが発表される。その際にフューリーは、対戦交渉を仲介して合意に達する支援をしてくれたとして公にキナハンに感謝を述べ称賛した。
2020年6月、アイルランド政府が、フューリーとジョシュアの対戦合意にキナハンが仲介したことについて「激しい憤り」を表明した。キナハンはアイルランド議会で名前を挙げられて批判され、アイルランドの首相レオ・バラッカーはメディアや放送局に対して、この試合に関する報道をボイコットするよう呼びかけを行った。また、アイルランド外務省は、キナハンが在住するアラブ首長国連邦の当局に連絡を取った。
2020年6月、この問題の影響でキナハンは就任していたKHKスポーツの特別顧問をわずか1か月で解任された。
2021年2月、BBC制作の時事問題ドキュメンタリー番組「パノラマ」で、キナハンが今でもボクシング界のトップで活動を続けているというレポートが放送された。番組の中で、MTKグローバルの弁護士が、キナハンがボクサーのアドバイザーとして今も活動していると認めたが、英国ボクシング管理委員会のロバート・スミスは、MTKグローバルのプロモーターライセンスを交付しているのはMTKグローバルのリー・イートン個人に対してであり、ライセンスを必要としないアドバイザーに対しては規制する権限がないので、キナハンに対して何もできることがないと語った。
2021年2月5日、北アイルランド警察が、パノラマの番組制作に協力したジャーナリストが脅迫を受けたため、引っ越しを余儀なくされ、その家族とともに北アイルランド警察の保護下に置かれたことを発表した。
2021年2月7日、キナハンがアドバイザーを務めるボクサーのビリー・ジョー・ソーンダースが、ツイッターのダイレクトメッセージを使って、ジャーナリストのニコラ・タラントに、キナハンとのインタビューをセッティングするので、キナハンについてポジティブな記事を書いて欲しいと要請した。タラントはこの要請を断っている。
2021年2月8日、キナハンがイギリスのスポーツメディアで声明を出し、ボクシングに今でも関与していることは認めたが、犯罪組織への関与や、ジャーナリストへの脅迫は否定した。パノラマでレポートされた内容についても、以前から作られてきた根拠のない申し立ての焼き増しにすぎないと主張した
。
2021年、キナハンがアメリカ合衆国ボクシングライター・アソシエーションの年間最優秀マネージャー賞にノミネートされる。
2022年3月、WBC会長マウリシオ・スライマンが、メキシコのメディアに、中東で「ボクサーの代表者であり代理人」のキナハンに会い、ボクシングに利益をもたらしているとしてキナハンを称えるとともに、キナハンに対して「全面的な支援」を与えるとした記事を寄稿した。
2022年4月12日、アメリカ合衆国国務省が、キナハンを犯罪組織の幹部と認定して制裁を科し、キナハンの逮捕および有罪判決につながる情報の提供者に、500万米ドルの懸賞金を支払うと発表した。
2022年4月15日、タイソン・フューリーの共同プロモーターであるボブ・アラムが、2019年から2021年の間にフューリーが対戦した、デオンテイ・ワイルダーとの2試合、トム・シュワルツ戦、オット・ワリン戦の計4試合で、キナハンにコンサルティング料として約300万ポンド（約4億9000万円）支払ったことを明らかにした。

### MTKグローバル閉鎖
2022年4月20日、MTKグローバルは同月末で事業を停止することを発表した。
2022年4月、マシュー・マックリンがSky Sportsのテレビ解説者としてアメリカで行われる試合のために渡米しようとするが、イギリスの空港でキナハンとの関係を理由にアメリカへの入国を禁止された。
2022年6月、タイソン・フューリーがイギリスの空港でキナハンとの関係を理由にアメリカへの入国を禁止され、翌週にも再び渡米しようとするが空港で再び入国を禁止された。
2023年12月、MTKグローバルの契約ボクサーの銀行口座を使って資金洗浄が行われていたことが報じられた。

## 人物
- 2019年の時点で、キナハンと兄弟のクリストファー・ジュニアはドバイに在住し、パーム・ジュメイラに住居を持っていることが確認されている。
- 数々の犯罪への関与が疑われている人物であるが犯罪への関与を否定しており、2022時点で一度も刑事事件で有罪判決を受けたことがない[5]。